# 金鐘站
- 關於鄰近香港添馬政府總部的建議中港鐵北港島綫轉車站，請見「添馬站」。
- 關於英文站名相同的新加坡地鐵南北綫車站，請見「海军部地铁站 (新加坡)」。
- 關於位于贵州省的内昆铁路车站，請見「金钟站 (威宁)」。

金鐘站（英語：Admiralty Station），是一個位於香港中西區金鐘，屬於港鐵荃灣綫、港島綫、東鐵綫與南港島綫的鐵路轉乘站，同時亦是東鐵綫的南行終點站以及南港島綫的北行終點站跟唯一與其他港鐵重鐵路綫交匯的轉車站，車站並是目前港鐵唯一一個單一的大型四綫轉乘站，車站於1980年2月12日啟用。

## 車站構造

### 樓層
金鐘站現時共設有8層，當中地面（G層）為出入口；大堂、商店及客務中心等主要設施位於L1層；L2、L3層為港島綫及荃灣綫月台（1-4號月台）；L4、L5層為轉車大堂，同樣東鐵綫7、8號月台亦設於L5層；而L6層則為南港島綫5、6號月台。
車站在擴建後的垂直距離深入地底約43米，代替鰂魚涌站（深約42米）成為全香港第四深的車站，僅次於香港大學站（深約70米）、西營盤站（深約50米）及利東站（深約50米）。
|                   | 4 | 荃灣綫往中環（終點站） |   |  |
| 島式 · 開左邊车门 |   |                        |   |  |
|                   |   | 港島綫往柴灣（灣仔）   | 3 |  |

|                   |   | 荃灣綫往荃灣（尖沙咀）   | 1 |  |
| 島式 · 開右邊车门 |   |                          |   |  |
|                   | 2 | 港島綫往堅尼地城（中環） |   |  |

|                     |   | 東鐵綫往羅湖及落馬洲（會展） | 7 |  |
| 分離式 · 開右邊车门 |   |                              |   |  |
| 轉乘通道 · 洗手間   |   |                              |   |  |
| 分離式 · 開右邊车门 |   |                              |   |  |
|                     | 8 | 東鐵綫落客                   |   |  |

|                                | 6 | 南港島綫往海怡半島（海洋公園） |  |  |
| 島式 · ↑開右邊车门 ↓開左邊车门 |   |                                |  |  |
|                                | 5 | 南港島綫往海怡半島（海洋公園） |  |  |

### 大堂及中庭
金鐘站的票務設施以及商店均位於L1層的大堂，而該層大堂共分為兩個付費區，其中主要通往荃灣綫／港島綫月台的付費區位於大堂的中央，其範圍皆被非付費區及商店圍繞；而通往南港島綫及東鐵綫月台的付費區則位於大堂近E出口位置，並設有多部扶手電梯直達車站L4層。而金鐘站中庭、L4層的轉車大堂與L5層轉乘通道則為配合南港島綫及東鐵綫工程而後期擴建，擴建部分位於已重置的夏慤花園地底，並設有巨型天窗能讓自然光滲進車站。
金鐘站L1層大堂曾進行多次翻新，而翻新工程亦逐漸增加大堂商店的數目，以方便乘客及增加港鐵公司的非車務收入。
另外，金鐘站L1層大堂近B出口位置亦設有港鐵旅遊及失物與學生乘車優惠計劃辦事處，乘客分別可在該處購買紀念品、車票、辦理學生個人八達通或失物認領。
金鐘站亦設有不少自助服務設施供乘客使用，包括自動櫃員機、自動售賣機、自動照相機等。而近C出口的大堂付費區亦設有香港郵政郵箱；而近F出口的非付費區亦設有港鐵「會員服務站」。另外香港警方為能夠讓市民更快捷報失財物或舉報非緊急案件，故亦於金鐘站增設一部「自助服務機」。
在互聯網服務上，金鐘站大堂及月台均設有由電訊盈科提供的Wi-Fi熱點，同時於L1層大堂付費區內亦設有「iCentre」免費上網服務設施。
- L1層大堂（2022年5月）
- L1層大堂，近E出口位置（2022年5月）
- L1層大堂付費區內近E出口位置設有洗手間及育嬰室（2022年5月）
- 擴建部分的中庭及扶手電梯（2022年5月）
- 擴建部分的中庭設有巨型天窗（2022年5月）
- L4層轉車大堂（2022年5月）

### 月台
金鐘站共設有8個已裝設月台幕門的月台，當中港島綫及荃灣綫共用一座兩層的島疊式月台；南港島綫採用一座島式月台；而東鐵綫則採用兩個分離式月台。
金鐘站是荃灣綫及港島綫唯一的跨月台轉車站，兩綫月台均設於車站L2、L3層，港島綫的乘客可以步行至對面月台直接轉乘荃灣綫之列車，反之亦然。由於荃灣綫路軌位於夏慤道及海富中心地底，港島綫路軌位於德立街地底，故由於地理環境所限，為方便港島綫路軌在德立街往灣仔站方向伸延，故月台及L1層大堂由西至東則呈長度遞增現象的「八」字，而月台候車空間亦因而寬闊，並為金鐘站一大特色。同樣車站港島綫及荃灣綫的路軌並非完全平行並且月台彎曲，月台空隙亦因而較闊，而在前地鐵於港島綫／荃灣綫月台加裝月台幕門後，空隙闊度才稍為縮短，乘客在上／下車時仍需要特別小心月台空隙，故當港島綫／荃灣綫列車到站時車廂內及月台會播放「請小心月台空隙」的廣播提醒乘客，而港島綫／荃灣綫月台地面亦貼上大型「請小心空隙」標貼。
至於南港島綫及東鐵綫月台則設於夏慤花園地底。當中南港島綫5、6號月台設於車站L6層，月台則採用有別於港島綫／荃灣綫月台的灰白色，兩個月台均為前往海怡半島站，南港島綫列車於抵站上落客後便會改以相反方向行駛；至於東鐵綫7、8號月台則設於車站L5層，而該兩個月台連同連接月台的通道牆壁原先全以採用白色搪瓷焗漆板，而月台牆身亦設有大型書法字，但在月台正式啟用前港鐵將設有大型書法字及部分通道的搪瓷焗漆板貼上藍色色調底色貼紙覆蓋，其中通道及月台轉角牆身更採用原屬「工地圍板設計」的「藍白間條」。而東鐵綫7號月台為前往羅湖／落馬洲方向的上客月台；而8號月台則為落客月台，當東鐵綫列車抵達8號月台清客後便會駛往位於金鐘站以南的越位隧道，然後會以相反方向駛進車站7號月台接載乘客或返回何東樓車廠。另外L5層亦設有車站洗手間。
- L2層3、4號月台（2023年1月）
- L3層1、2號月台（2023年1月）
- 南港島綫5、6號月台（2022年5月）
- 東鐵綫7號月台（2022年5月）
- 東鐵綫8號月台（2022年5月）
- L5層轉車大堂／東鐵綫月台層（2022年5月）
- L5層通往大堂、港島綫／荃灣綫月台通道（2022年5月）
- 位於東鐵綫月台所在的L5層南端的洗手間以及連接南港島綫月台的其中一部升降機（2022年5月）

### 車站藝術
金鐘站現時設有4組車站藝術品，其中於2017年在金鐘站連接L2層與L3層的中央樓梯牆身設置以5個大型二維碼「QR Code」及摩斯密碼結合的大型藝術品《訊點》，乘客可使用智能手機掃描，而上述二維碼則連結至「港鐵新功能」及「港鐵·藝術」網頁。港鐵稱作品象徵「心繫港鐵，港鐵歡迎你」；而連接南港島綫月台（L6層）與東鐵綫月台（L5層）之間的扶手電梯牆身亦設有名為《聲景·旅程》（前稱《城市音域》）的藝術品，作品以港鐵旅程為題，展示金鐘站的不同景象。
而擴建部分的中庭亦設置由美國藝術家Talley Fisher創作的懸浮雕塑《引領前行》，設計概念源自港鐵路線圖，象徵金鐘站四綫匯聚（即荃灣綫、港島綫、東鐵綫及南港島綫）。
| 金鐘站藝術品概覽 | 金鐘站藝術品概覽 | 金鐘站藝術品概覽      | 金鐘站藝術品概覽                   | 金鐘站藝術品概覽 |
| 照片             | 藝術品           | 藝術家                | 位置                               | 完成日期         |
| ---------------- | ---------------- | --------------------- | ---------------------------------- | ---------------- |
|                  | 《聲音．旅程》   | 李天倫（香港）        | 連接L5層與L6層的扶手電梯／樓梯牆身 | 2016年12月       |
|                  | 《訊點》         | plusClover（香港）    | 連接L2層與L3層月台中央樓梯         | 2017年8月        |
|                  | 《脈綠》         | 葉頌文（香港）        | 夏慤花園                           | 2017年12月       |
|                  | 《引領前行》     | Talley Fisher（美國） | 擴建部分中庭                       | 2022年5月        |

### 金鐘側綫
位於車站荃灣綫／港島綫月台以西則設有3條可停泊列車的金鐘側綫，並延伸至中環站荃灣綫月台下方，可供列車調頭、調度或讓列車往返港島綫與荃灣綫之間。
而在港島綫通車初期列車不足，亦是透過此渡綫調頭服務至太古側綫。在港島綫金鐘站至上環站啟用前（1985年5月31日-1986年5月23日）以及西港島綫軌道接駁前期工程期間（2011年8月5-7日），列車亦是透過駛離2號月台後進入該渡綫掉頭駛進3號月台起載或返回柴灣車廠；而在2019年3月18日中環站發生列車相撞事故後，該日及同月19日期間荃灣綫往返金鐘站至中環站的列車全日停駛，荃灣綫列車亦是透過在4號月台清客後進入此側綫並返回1號月台起載或返回車廠。而同月20日凌晨，涉事的兩列列車亦被拖往金鐘側綫暫時停泊，並於後期分階段從該側綫拖往九龍灣車廠進行復修工作。

### 金鐘變電站
金鐘站東面近夏慤道一側（位於南港島綫月台北端上方），設有一座由港島綫及荃灣綫共用的牽引變電站（名為「金鐘變電站」），由香港電燈管轄，為沿綫車站及兩綫列車供電；當中該變電站曾設有一條電纜隧道負責為港島綫的架空電纜供電，但目前已停用。
而於2014-2016年期間，港燈曾為金鐘變電站進行加裝及更換變壓器工程，以應付港島綫西延所增加的用電量，並將壽命屆滿的兩個舊變壓器換走。

### 出入口
金鐘站共設有8個出入口，當中B、C1、C2出口則建於金鐘廊下方的金鐘 (東)／(西) 公共運輸交匯處；而E2出口則連接夏愨花園上層及中區行人天橋系統；至於F出口則連接通往太古廣場、位於灣仔的太古廣場三期以及皇后大道東一帶的行人隧道。
|                                      |          | |      |
|                                      |          | |      |
|                                      |          | |      |
|                                      |          | |      |
| 編號                                 | 指示     | 建議前往的目的地 | 圖片 |
| 出口 · A · 轮椅升降台标志            | 海富中心 | 海富中心、政府總部、金鐘站小巴總站、中環海濱活動空間、香港大學專業進修學院（金鐘教學中心）、立法會綜合大樓、添馬公園 |      |
| 出口 · B                             | 德立街   | 德立街、香港大會堂、美國銀行中心、冠君大廈、東昌大廈、遠東金融中心、力寶中心、香港會所大廈、金鐘（西）巴士總站、金鐘（添馬街）巴士總站、遮打花園、中銀大廈、中國人民解放軍駐香港部隊大廈、香港中文大學專業進修學院、山頂纜車總站、金鐘廊、投資推廣署、香港管理專業協會、The Henderson、失物及乘車優惠辦事處、長江集團中心二期、旅客服務 |      |
| 出口 · C · 1 · 盲道标志              | 金鐘廊   | 香港視覺藝術中心、香港賽馬會藥物資訊天地、金鐘廊、英國總領事館、英國文化協會、香港猶太教國際學校、金鐘道政府合署、高等法院、紅綿路婚姻註冊處、金鐘道、香港公園、香港公園體育館、香港壁球中心、亞洲協會香港中心、港燈中心、茶具文物館 |      |
| 出口 · C · 2 · 盲道标志              | 金鐘廊   | Lab Concept、的士站 |      |
| 出口 · D · 轮椅升降台标志            | 統一中心 | 海軍商場、統一中心、溫莎公爵社會服務大廈、香港總商會、香港社會服務聯會、香港聾人福利促進會、運輸署、香港小童群益會、金鐘（東）巴士總站、香港大學專業進修學院（統一教學中心）、香港灣仔睿景酒店、One Hennessy、菲律賓駐香港總領事館、萬通保險大廈、港島皇悅酒店                                                                          |      |
| 出口 · E · 1 · 盲道标志 · 升降机标志 | 樂禮街   | 樂禮街、中國恆大中心、夏愨大廈、香港演藝學院、香港藝術中心、香港警察總部、電訊大廈 |      |
| 出口 · E · 2 · 盲道标志 · 升降机标志 | 樂禮街   | 中信大廈、政府總部、立法會綜合大樓 |      |
| 出口 · E · 2 · 盲道标志 · 升降机标志 | 樂禮街   | 中信大廈、政府總部、立法會綜合大樓 |      |
| 出口 · F                             | 太古廣場 | 香港港麗酒店、港島香格里拉大酒店、香港JW萬豪酒店、奕居、香港遨舍衛蘭軒、太古廣場、中港大廈、太古廣場一座、太古廣場二座、太古廣場三座、太古廣場五座、循道衛理香港堂、皇后大道東8號、嘉諾撒聖方濟各書院、星域軒、忠意保險大廈、SPACE. 8QRE                                                                                                |      |
| 註： 設有 \| 設有 \| 設有輪椅升降台  |          | |      |

## 利用狀況

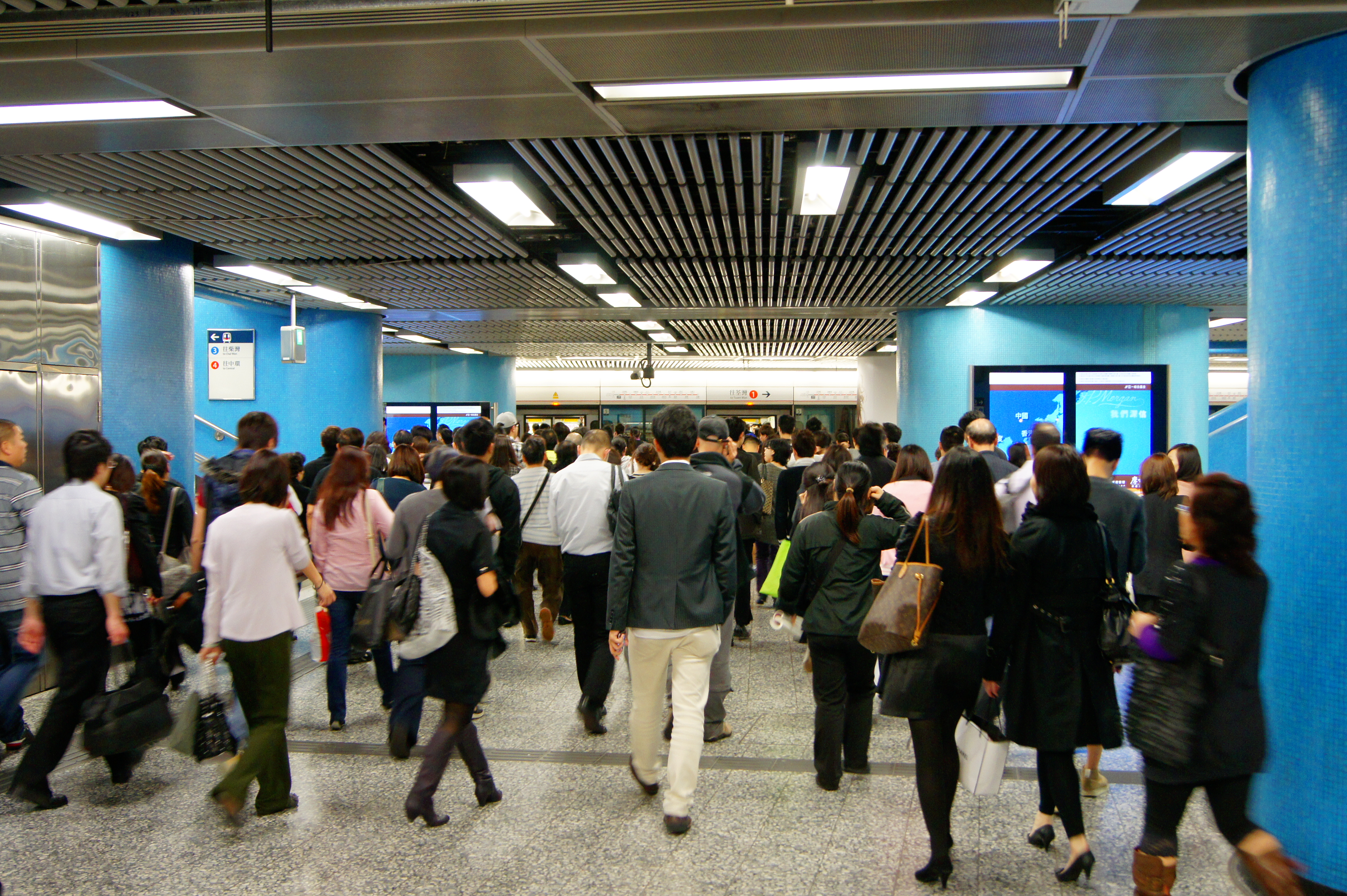
車站轉乘人流極高

金鐘站自1985年港島綫通車以來，一直是人流最多的車站之一。每次平日繁忙時間轉乘人流極高，乘客往往要輪候多班列車才能登車，月台擠迫情況非常嚴重。

### 通車初期
在觀塘綫延伸至鰂魚涌站前，往返港島區及九龍區的地鐵路線則只有一條（修正早期系統→荃灣綫），金鐘站作為當時港島區唯一的轉車站，轉車人流極高。另外金鐘站位處商業中心區，附近有不少地標性建築物、公司總部、主要政府部門、外國駐港領事館以及購物商場，加上車站上方亦設有兩個公共運輸交匯處，有不少巴士路綫是以金鐘為終點站或途經金鐘，因此使用金鐘站的乘客亦相當多。
前地鐵公司曾於1988年5月起實施繁忙時間附加費，在平日上班時間由其他車站入閘前往佐敦站、尖沙咀站及港島綫上環站至銅鑼灣站的乘客須支付額外車費。直至1989年觀塘綫延伸至鰂魚涌站後，荃灣綫並不再是往返港島區及九龍區之間的唯一一條地鐵路線，而經觀塘綫往返港島區及九龍區的乘客也無須支付繁忙時間附加費，轉乘人流才稍為回落。隨著九巴在1991年開辦過海隧道巴士300線後，金鐘站使用量再稍為減少，故前地鐵公司亦於1993年取消繁忙時間附加費。

### 兩鐵合併前
在1998年東涌綫啟用後，往返港島區及九龍區的地鐵路綫增至三條。乘客可通過香港站經轉乘通道前往中環站轉乘港島綫，在平日繁忙時間亦有助分流乘客，然而由於東涌綫在非繁忙時間的班次疏落，故分流效用不太高。
自2002年將軍澳綫啟用後，觀塘綫乘客須在油塘站轉乘將軍澳綫往返港島區及九龍區，而將軍澳綫於非繁忙時間班次較觀塘綫疏落，車程較之前多花費最少4分鐘，這不便讓不少觀塘綫沿綫各站的乘客改回經旺角站及金鐘站往返港島區及九龍區，金鐘站人流亦因而回升。

### 兩鐵合併後

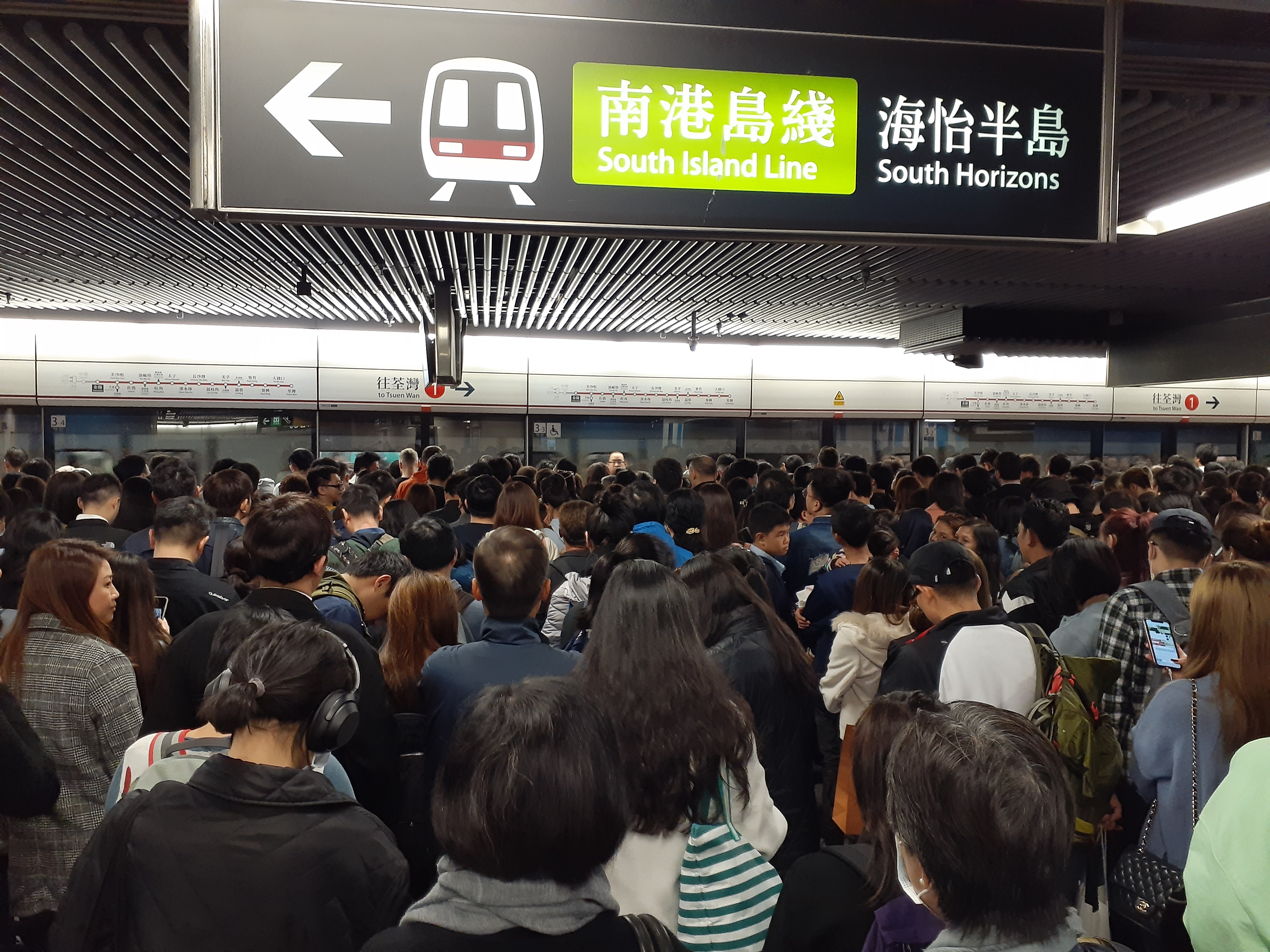
車站繁忙時間轉車人流極高，乘客往往要輪候多班列車才能登車。

自2016年12月南港島綫啟用後，金鐘站成為三綫轉車站，轉乘人流因而進一步增加，在平日繁忙時間乘客須等候兩班列車或以上才能上車的情況亦非罕見，並且月台亦經常出現擠迫情況。
而港鐵亦由2017年1月起推出特別列車安排：於每日晚上6時30分至晚上7時左右會有數班荃灣綫列車於中環站清客直接前往金鐘站起載，相關班次約每10分鐘一班，然而相關安排卻導致中環站在平日繁忙時間出現「人潮倒灌」的情況，尤其在中環站連接荃灣綫月台的扶手電梯更為擠迫。
為避開擠迫情況，有部分荃灣綫乘客會選擇在金鐘站4號月台（荃灣綫往中環）上車，當列車到達中環站後不下車，留在車上原車返回前往荃灣站沿途各站；亦有前往港島綫往柴灣站沿途各站的乘客在到達金鐘站時選擇不下車，繼續直接前往中環站轉車。

### 東鐵綫過海段通車後
東鐵綫過海段於2022年5月啟用後，金鐘站成為四綫匯聚的「超級轉車站」，而往返港島區及九龍區的港鐵路線增至四條，而車站轉乘人流亦繼而增加了不少。

## 接駁交通
由於金鐘站原址為一大片船塢空地，所以當時地鐵公司在金鐘站規劃了大型的公共運輸交匯處。現時金鐘站公共運輸交匯處設有分為金鐘（東）公共運輸交匯處及金鐘（西）公共運輸交匯處。另外於添馬街及樂禮街亦設有巴士總站。
在港島綫未投入服務前，金鐘站曾是中華巴士大部分地鐵接駁巴士的終點站。在港島綫通車後，金鐘站公共運輸交匯處漸漸轉型為往來港島各區巴士路線的中途站，及部分過海巴士路線的終點站。部分巴士路線亦在公共運輸交匯處外的金鐘道設站。
另外，也有部分旅客與灣仔、銅鑼灣及東區居民在金鐘站外的巴士站乘搭新巴15線，或步行至山頂纜車花園道站前往太平山山頂，故金鐘站乃港島區重要的交通樞紐之一。在2016年南港島綫通車及1994年城巴開辦171線前，更有不少旅客在金鐘站巴士總站乘搭城巴629線前往海洋公園。

## 歷史

### 修正早期系統

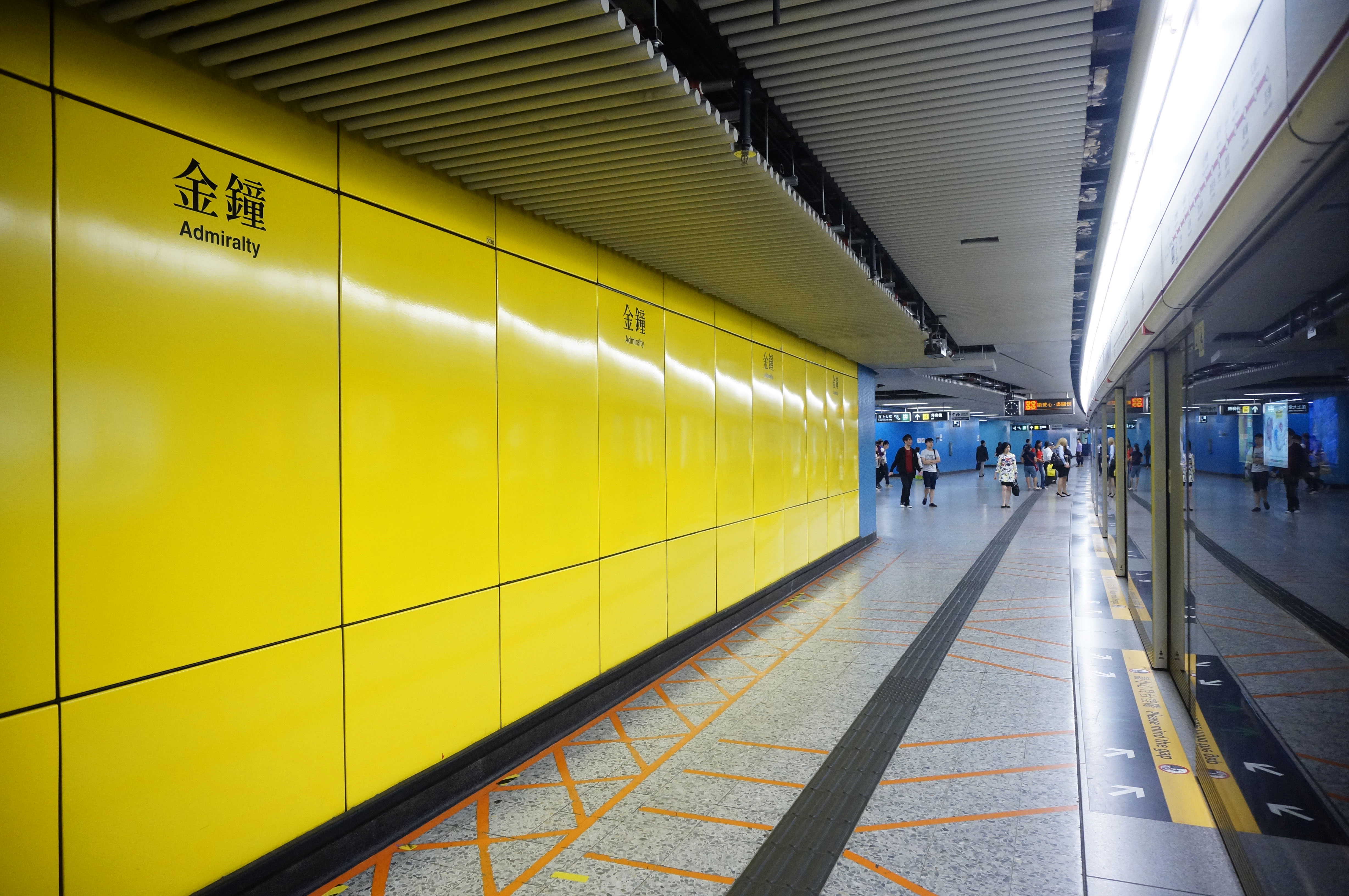
荃灣綫月台舊貌（2014年4月）

金鐘站的土地於1870年末曾為船塢，該船塢已於1970年代拆卸。而金鐘站由四大聯營工程公司（法國濬海及公共建築工程公司、何迪富公司、成德工程公司、金門（香港）有限公司）負責興建，車站於1980年2月12日隨地下鐵路修正早期系統中環至尖沙咀段通車而啟用，而金鐘站與中環站是當時在香港島僅有的兩個地鐵站。由於在建設金鐘站時已經計劃該站成為港島綫的轉車站，所以初期的金鐘站已經設立一組兩層的側疊式月台，並預留一側上下層月台供承建商在1981年12月進行港島綫工程之用。其後金鐘站於1982年5月10日荃灣綫通車時也被納入荃灣綫的一部分。

### 港島綫通車

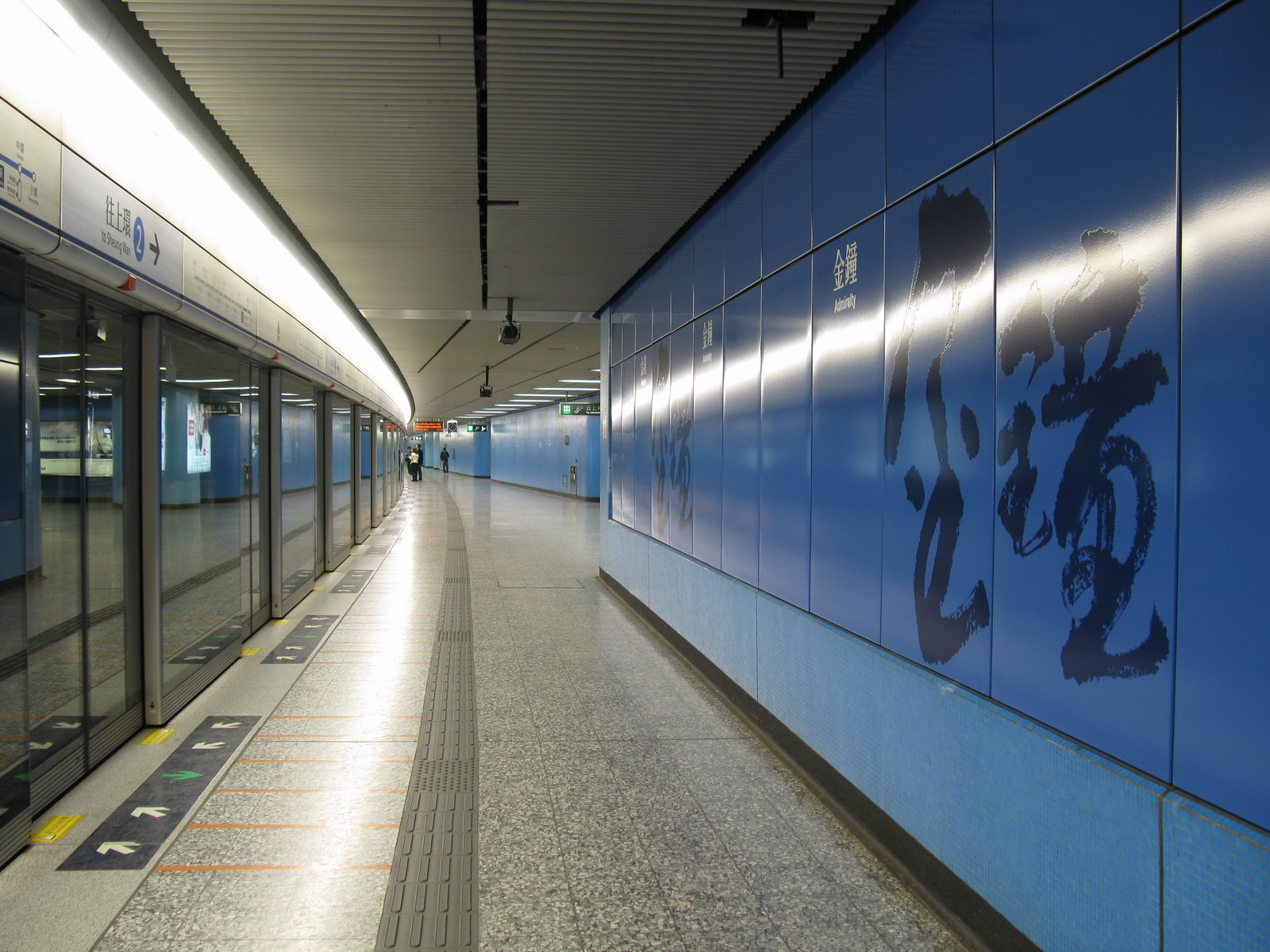
港島綫月台舊貌（2007年11月）

1985年5月31日，港島綫第一期（金鐘至柴灣）啟用，金鐘站暫時成為港島綫西行方向的終點站，而當時港島綫列車落客後會進入金鐘側線掉頭。而當時月台的安排是荃灣綫往中環方向的月台及港島綫往柴灣方向的月台設於L2層；而港島綫的終點站月台與荃灣綫往荃灣方向的月台則設於L3層，乘客可以橫跨月台轉乘另一條路綫之列車。而當港島綫第二期（金鐘至上環段）於1986年啟用後，金鐘站繼續擔任其轉車站的角色，月台設置維持不變，而港島綫範圍的改建及裝修工程由前田建設工業株式會社負責。

### F出口行人隧道

#### 太古廣場出入口

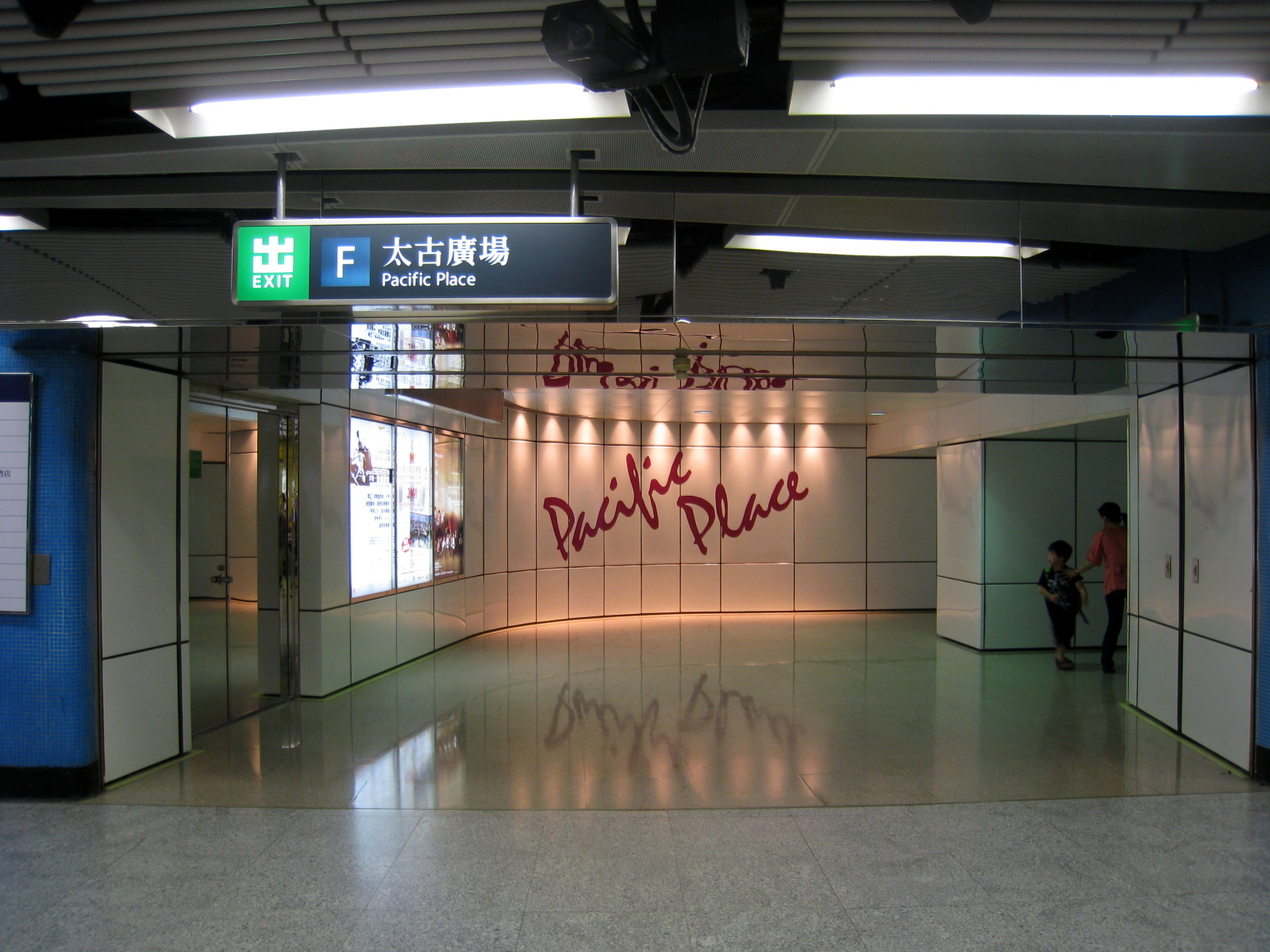
尚未進行擴建工程前的F出口舊貌（2008年6月）

根據太古廣場第一份發展標書，當時太古洋行與前地鐵公司計劃興建一條行人隧道連接金鐘站，惟當局考慮客流量後，前地鐵公司決定首先改建橫跨金鐘道的行人天橋，並改為為密封式空調走廊，再委託承建商法國濬海及公共建築工程負責行人隧道建造工程。改建天橋工程於1987年動工，並於翌年隨太古廣場第一期竣工；至於行人隧道則於1988年開始設計，並於1990年3月16日開始初步工程，當時預期於1991年7月完工，而工程最終於1991年內完成，同時被編為F出口。

#### 太古廣場三期行人通道

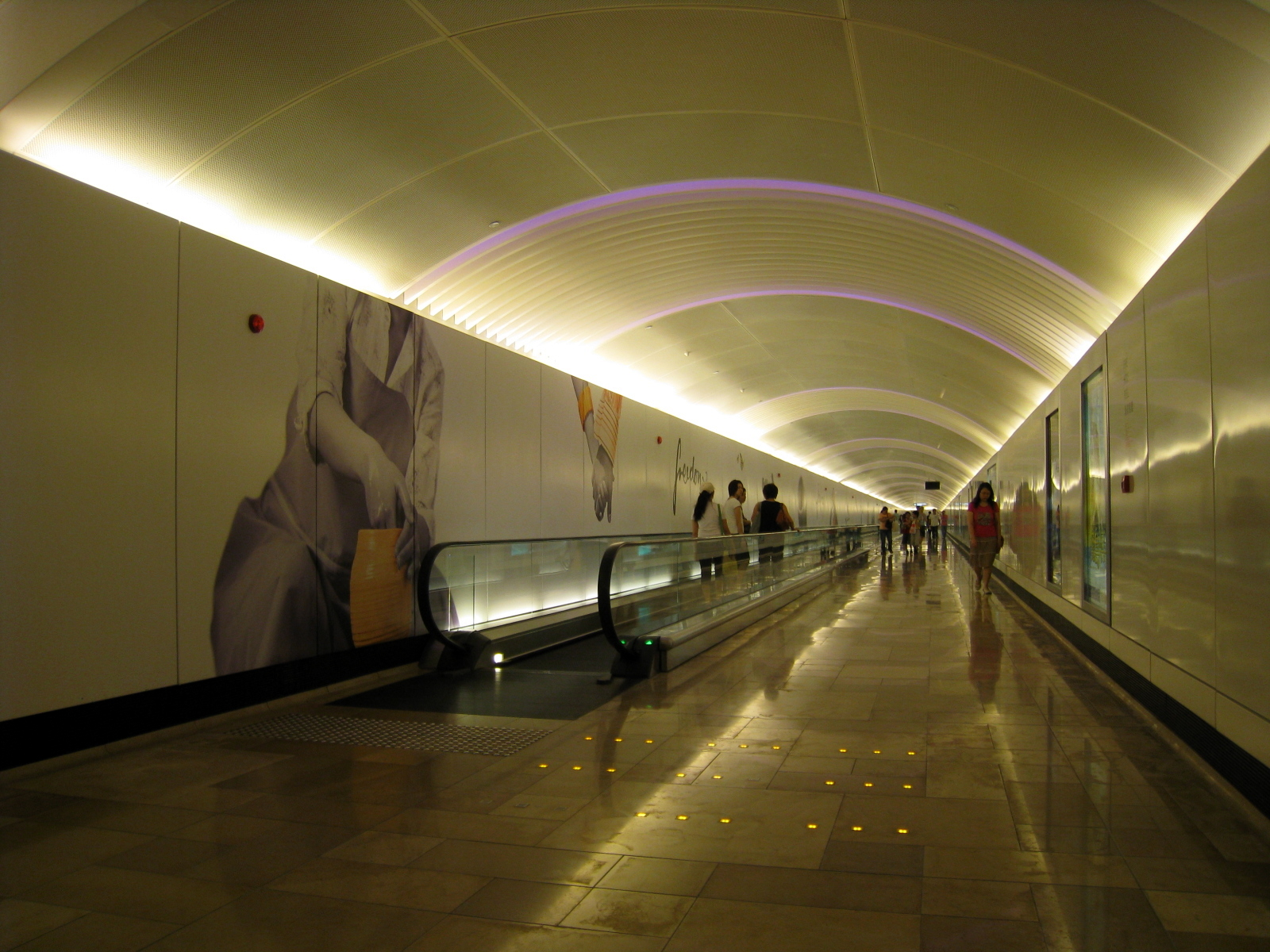
連接太古廣場三期行人隧道（2008年6月）

由於皇后大道東、金鐘道及軒尼斯道交界（灣仔大佛口一帶）客流量極高，以往若從金鐘站前往皇后大道東及星街一帶，只能經太古廣場及地面道路徒步前往，於太古廣場三期落成後擁擠情況更甚。故前地鐵公司為分流上述客源，於2003年與香港政府及太古集團於太古廣場三期地底興建行人隧道連接金鐘站現有通往太古廣場的行人隧道，而該行人隧道由金門建築承建，隧道長約280米，並設有自動行人道，於2007年2月26日啟用。
現時港鐵管理的F出口行人隧道範圍由原來的太古廣場的行人隧道大幅縮減至行人隧道連接車站大堂的出入口。

### 西港島綫軌道接駁前期工程
由於港鐵須進行港島綫西延之重置軌道走線、信訊系統及架空電纜工程，上環站掉頭路軌暫時無法供列車使用，所以於2011年8月5日晚上11時30分直至同月8日首班車前，港島綫則以金鐘站為終點站，在此期間，上環站關閉、中環站港島綫月台亦暫停服務，至於荃灣綫往返荃灣站至中環站的列車服務則不受影響，而港鐵亦在工程期間安排免費接駁巴士接載受影響乘客直接往返金鐘站及上環站，中途不停中環站。

### 車站擴建及改善工程
為配合南港島綫及沙中綫工程，金鐘站曾進行車站擴建及多項改善工程。而擴建部分的承建商則為基亞－聯歐沃－基利聯營（Kier-Laing O'Rourke-Kaden Joint Venture）。

#### E出口重置工程
金鐘站原有的E1、E2出口於2011年7月10日關閉。而重置後的E出口設於已重建的夏慤花園下方，而出入口於2016年已重新開放，但初期只設有升降機連接車站大堂、樂禮街及行人天橋，直至2022年5月東鐵綫過海段通車後才開放連接樂禮街及大堂的扶手電梯。
- 重建前的E1出口（2010年3月）
- 已重置的E1出口（2016年12月）

#### 月台地板更換工程
1985年5月31日，當金鐘站成為地鐵荃灣綫及港島綫的轉車站之後，車站的月台地板是採用兩種不同的顏色原料設計。荃灣綫月台地板顏色為灰白色；而港島綫月台地板顏色則為深灰色，因此在同一層月台設有兩款不同的地板顏色亦是金鐘站的一大特色。但是由於其月台地板開始呈現老化，因此港鐵決定將金鐘站的月台地板更換。有關工程已在2014年11月11日展開，並已於2015年5月27日完工。翻新後，月台的地板顏色由原先的灰白色與深灰色變為現時的統一全白色的顏色原料設計。

#### 大堂及月台翻新工程
金鐘站於啟用初期是以藍色色調為主，並配以地鐵傳統紙皮石設計。。為配合「鐵路2.0」新一代鐵路網，港鐵在2016年3月開始為車站月台牆身及天花板進行翻新工程，包括將原有的藍色紙皮石牆身主部更換，包含站名的牆身更換為焗漆板配玻璃，其他則改為仿麻石牆柱，類似香港站及九龍站的設計，而荃灣綫月台亦增添大型書法字。而在2017年，港鐵更將原屬「工地圍板設計」的「藍白間條」配以玻璃外層作為牆身，讓仿麻石柱及焗漆板兩種建材融合在同一月台樓層。
至於車站大堂亦為配合新擴建部分之用色而進行全面翻新工程，包括將大堂之藍色紙皮石及焗漆板，更換成白色仿麻石牆，以及在C出口旁的一端牆壁換成「藍色黃色漸變間條玻璃板」，是全港鐵市區綫網絡中首次使用，亦是繼東涌站及博覽館站後再次使用玻璃板。
- 大堂首次採用漸變色玻璃板（2017年11月）
- B出口的牆壁已更換為白色仿麻石牆（2017年11月）
- C出口正在更換新的藍色紙皮石（2017年11月）

#### 擴闊月台工程
為應付南港島綫及東鐵綫新增的人流，港鐵曾為車站港島綫／荃灣綫1-4號月台東面進行加闊工程，其中在1號月台擴闊空間率先在2016年12月6日局部開放；而2、3號月台的擴闊空間則連同兩部連接南港島綫及擴建大堂之升降機並於同月28日隨南港島綫通車而開放；而4號月台擴闊空間以及位於兩層港島綫／荃灣綫月台之間的擴建中庭部分亦已於2022年5月15日隨東鐵綫過海段通車而開放。

#### 南港島綫
根據1994年發表的《鐵路發展策略》，南港島綫於金鐘所設的車站位於太古廣場（現金鐘站以南），並被命名為「太古廣場站」。直至2002年地鐵公司重新研究南港島綫，一度將終點站改為灣仔站而不前往金鐘站，惟最終為方便乘客轉車而將終點站設於金鐘站。
南港島綫（東段）工程於2011年5月動工，港鐵在原有車站以東的夏慤花園地底興建供南港島綫使用的轉車大堂及月台，以扶手電梯連接原有的大堂及月台，而擴建部分並與東鐵綫共用。最終於2016年12月完成，新路綫命名為南港島綫，並於同月28日啟用。
而由金鐘站南港島綫月台前往L2層月台（3、4號月台）曾一度需要轉乘三次扶手電梯，其後港鐵於2019年12月29日啟用能由L5層直達L2層月台的扶手電梯，以減少乘客轉乘次數。
- L2層通往車站擴建部分的扶手電梯（2016年12月）
- 南港島綫轉乘通道的扶手電梯，圖中所見的兩側臨時牆身及頂部於隨後階段工程完成後已被拆除（2016年12月）

| 工程期間相片 |
| --- |
| - 2013年4月（俯瞰南港島綫金鐘站工地） - 2014年4月（南港島綫金鐘站工地入口） - 2014年5月（俯瞰南港島綫金鐘站工地） - 2015年4月（俯瞰南港島綫金鐘站工地） - 2015年7月（俯瞰南港島綫金鐘站工地） - 2016年3月（俯瞰南港島綫金鐘站工地） - 2016年6月（通往南港島綫月台的工地位置及L3層月台翻新工程） - 2016年9月 - 2016年12月（L3層連接擴建部分的扶手電梯） - 南港島綫金鐘站工地 |

#### 東鐵綫過海段

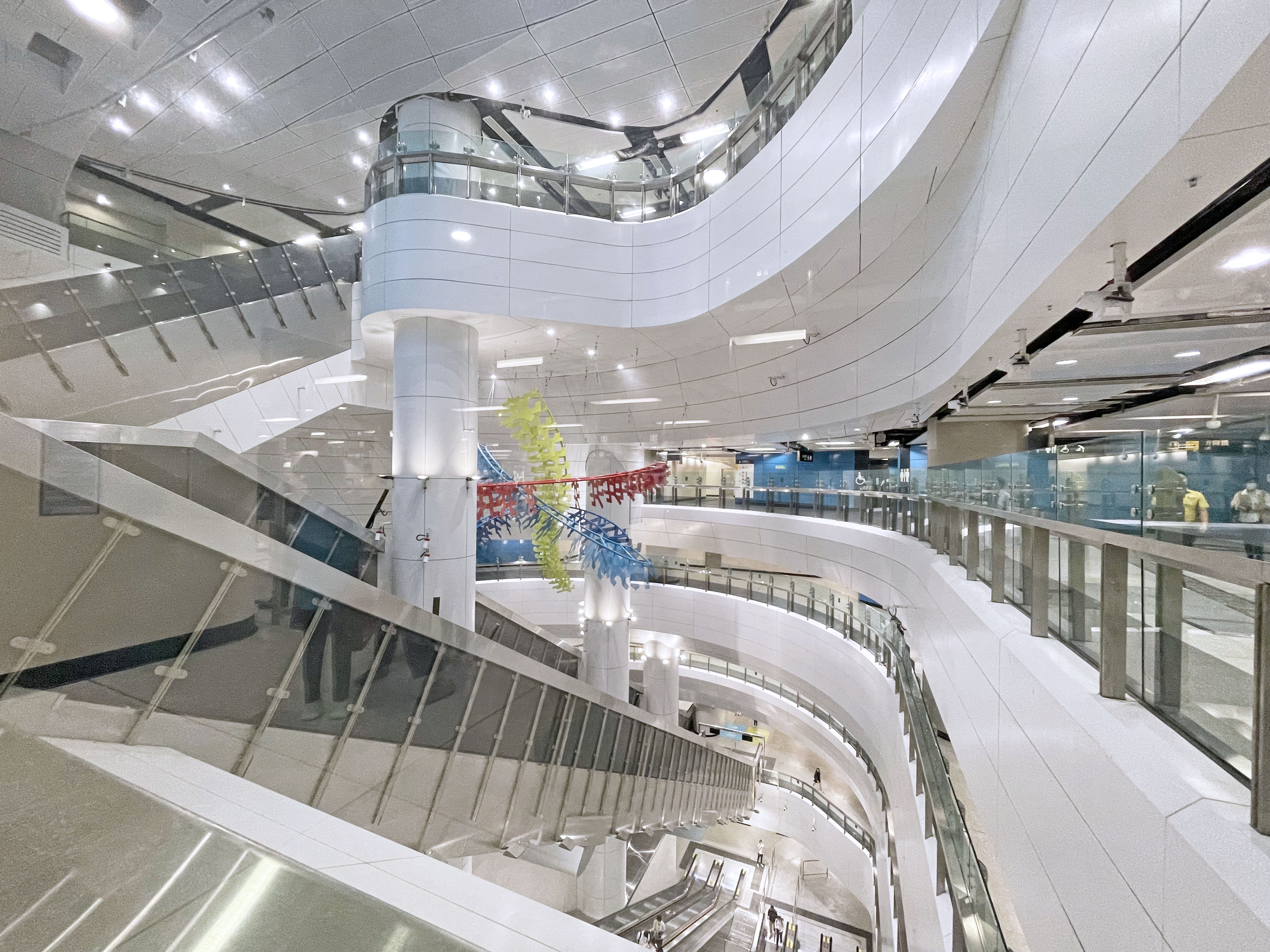
金鐘站擴建部分中庭

港鐵早於擴建金鐘站時已預先於L5層設置預留予東鐵綫使用的兩個月台，兩個月台會採用分離式月台設計，而同樣東鐵綫的調頭越位隧道亦會設於金鐘站以南。其中7號月台部分空間已率先在2021年10月8日開放作緊急用途。另外，原有的車站大堂亦向東面擴建，並設有中庭及巨型天窗，該處設有多條扶手電梯連接已重置的E出口、大堂及車站各月台層。其中一組4條扶手電梯可由L1層大堂直達L4層的轉車大堂。
另外港鐵亦為方便乘搭荃灣綫或東鐵綫前往九龍區或新界區的乘客，故在車站大堂及月台加設數部名為「過海易」的顯示屏，而屏幕上會顯示月台實時模擬影像以及列車班次資料。

### 事件

#### 2004年地鐵縱火案
2004年1月5日，一名65歲老翁於當日早上約7時30分至9時期間在荃灣站登上一列往中環站方向的荃灣綫列車，當列車離開尖沙咀站後駛進維多利亞港下的隧道路段前往金鐘站時，該名老翁在車廂內用火機燃點一瓶盛有稀釋液的膠瓶。當時任職政務主任的乘客季詩傑即時喝止對方，但膠瓶成功被點燃，火勢順易燃液體迅速蔓延，並產生大量濃煙。
當時駕駛該列車的車長張振斌決定將列車駛往金鐘站，並以廣播通知乘客準備疏散。逃生期間，季詩傑與其他乘客試圖截住該名老翁但未成功，該名老翁於早上約9時15分逃離金鐘站，並於翌日中午約12時25分返回其住所。事件並沒有造成嚴重傷亡，只有14人受輕傷送院。
而在事發後翌日，警方迅速將之拘捕，而警方亦在其居所搜獲一張地鐵車票，該車票記錄顯示持票者在2004年1月5日上午7時30分至9時在荃灣站入閘，但沒有顯示出閘記錄。而涉事的列車車廂在後期經已修復並繼續行駛。

#### 2014年佔領中環行動期間事件

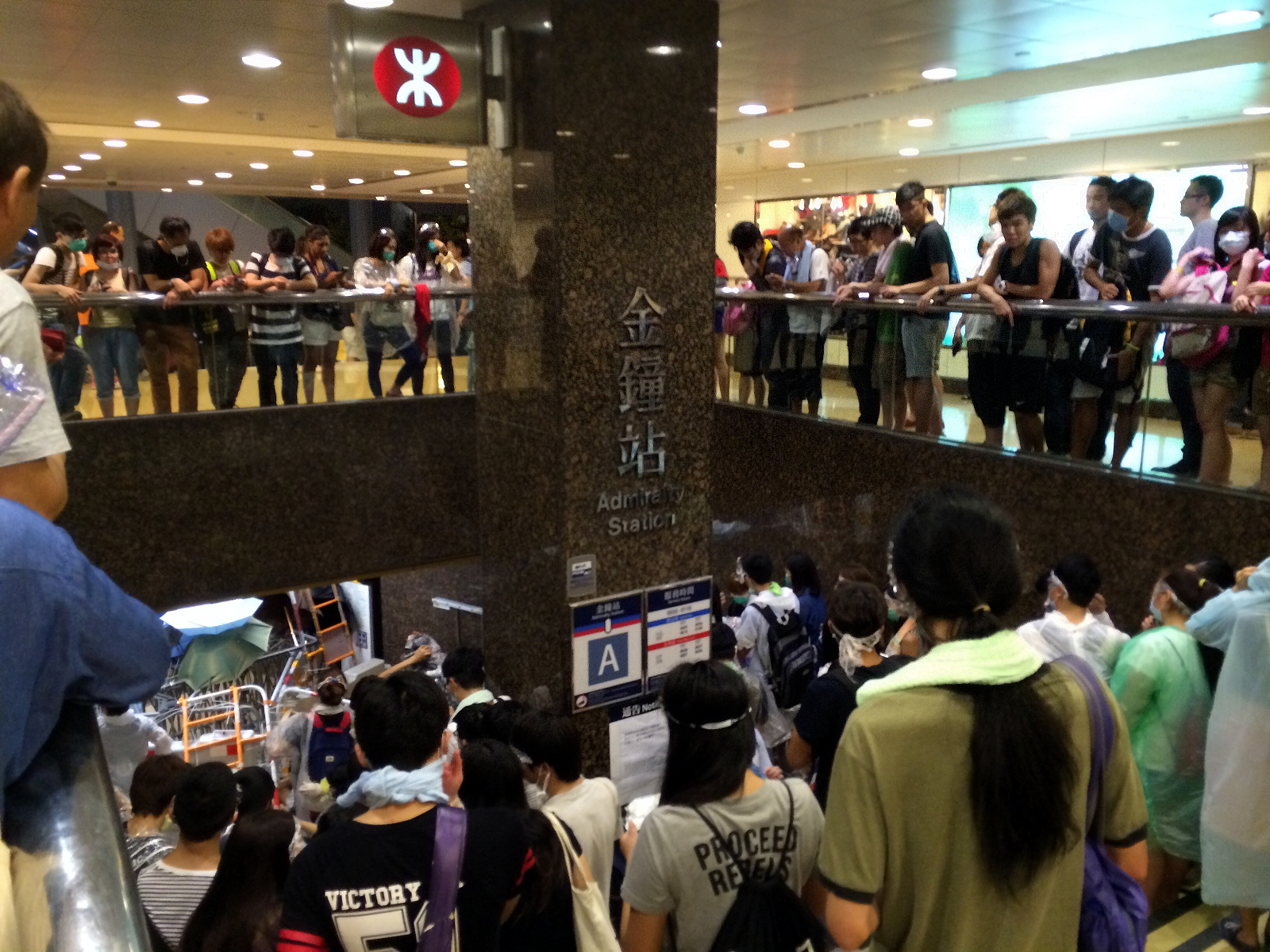
示威群眾在2014年9月28日晚上集結人力及物資封鎖車站A出口

2014年9月28日晚上約7時20分，港鐵為配合警方驅散群眾，宣佈荃灣綫及港島綫所有列車均不停金鐘站；當晚示威群眾亦有集結人力及物資封鎖金鐘站出入口。

#### 2019年反修例示威期間事件

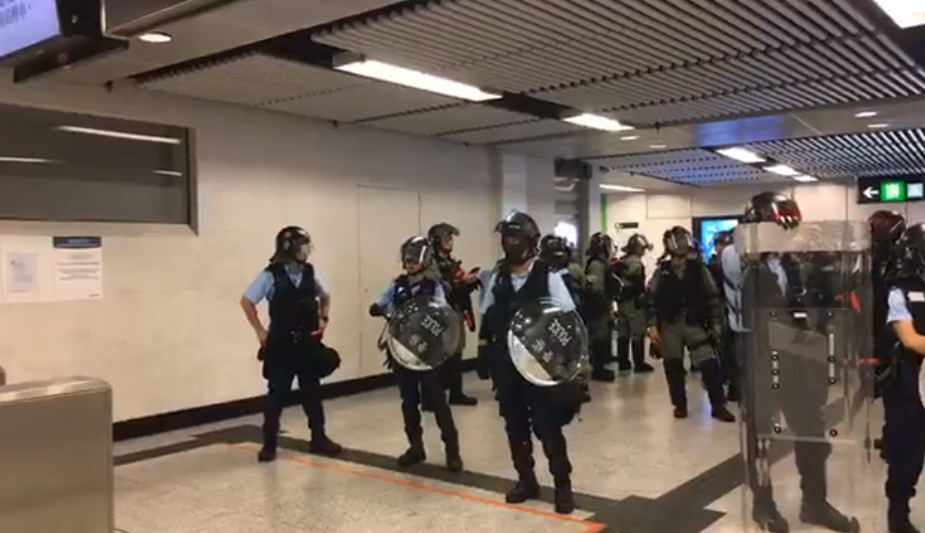
2019年9月8日，一批配備防護裝備的軍裝警員進入金鐘站內戒備

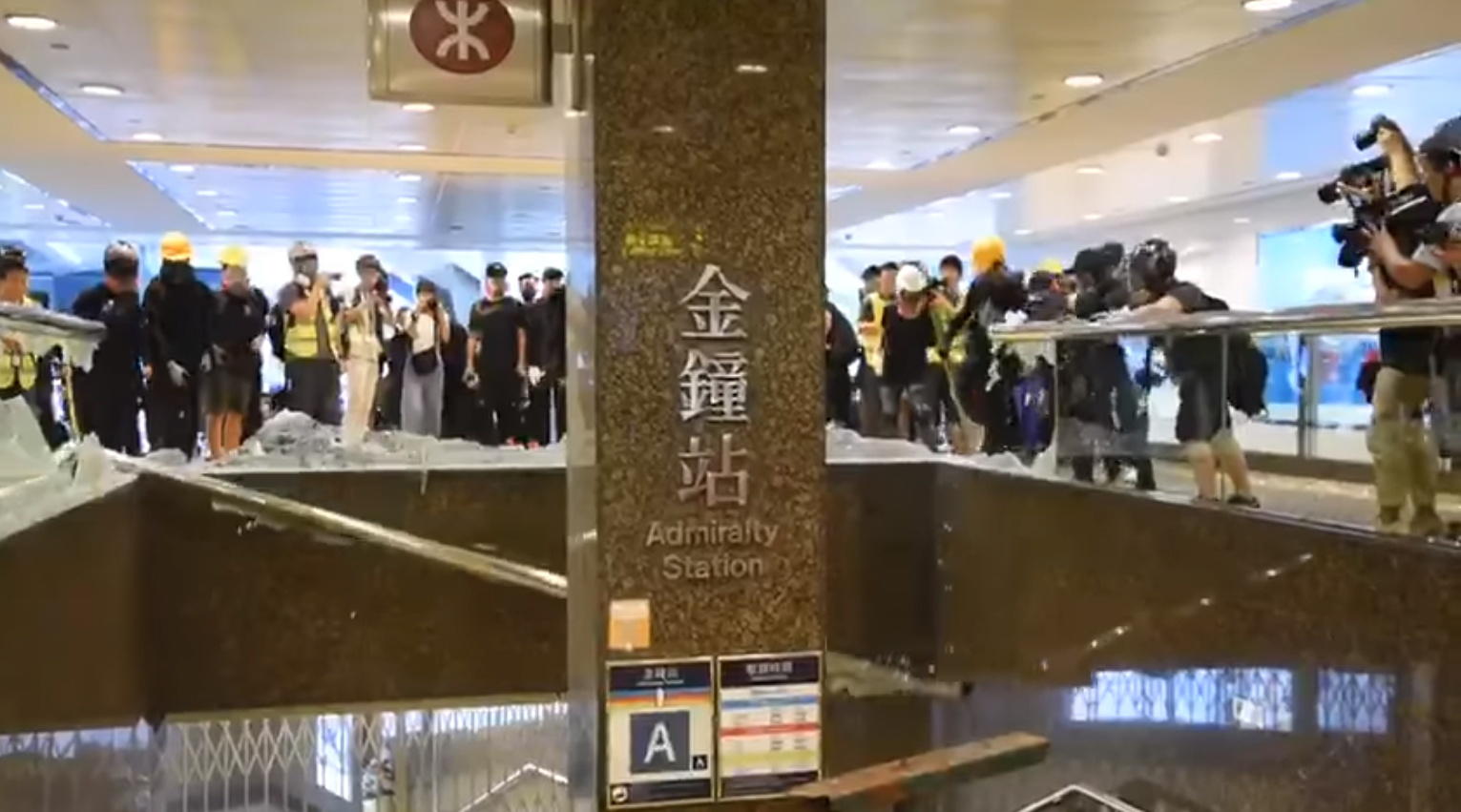
2019年9月15日下午約5時，有示威者打碎金鐘站海富中心出口的玻璃，並將扶手欄杆拋落出口樓梯

- 2019年6月11日晚上約7-8時，有示威者計劃在晚上到金鐘添馬公園聚集，反對《逃犯條例》二讀草案。期間有大批警員在金鐘站搜查示威者的背包及身份證[55][56][57]。

- 2019年6月12日下午約3時55分，港鐵表示因應警方要求而關閉金鐘站A出口；後來於當日傍晚，有警員將示威者驅趕至金鐘站內後以用胡椒噴霧射向示威者，使站內大堂佈滿化學氣味[58][59]，其後在傍晚約6時45分開始，車站B、C、D出口改為只供入站[60]；直到當晚晚上約8時30分起，荃灣綫及港島綫來回方向的列車不停金鐘站，而南港島綫列車則只行走海怡半島站至海洋公園站。而翌日（2019年6月13日）凌晨5時許，港鐵曾宣佈會重開車站，但大約於半小時後表示因警方要求仍然關閉[61]。車站最終於同日下午約2時14分重開[62]。

- 2019年7月1日，由於港島區舉行遊行，警方預期有大量乘客，港鐵按警方要求臨時關閉金鐘站。港島綫及荃灣綫列車來回方向暫時不停此站，南港島綫列車則只往返海洋公園站至海怡半島站，而港鐵亦提供免費接駁巴士接載受影響乘客往返海洋公園站至堅尼地城站[63]。

- 2019年8月31日約晚上7-9時，港鐵因應金鐘站外的突發情況而關閉車站[64]。

- 2019年9月15日，有反修例示威者破坏金钟站設施，其中於通往海富中心的A出口位置，有示威者以雜物及充水式護欄堵塞出入口。而在金鐘站A出口關閉後，亦有反修例示威者繼續破壞港鐵設施，包括破壞海富中心A出口附近的一塊玻璃等；另外亦有示威者合力大力摇晃，最後示威者將連著玻璃的欄桿拆掉拋落港鐵出入口，地上留下大堆玻璃碎，同樣車站的閉路電視亦有損壞[65][66][67]。

- 2019年10月1日，金鐘站C出口遭到破壞及縱火
- 金鐘站遭到破壞的售票機
- 金鐘站A出口玻璃欄杆遭到破壞

## 流行文化
1981年，香港電影《失業生》曾於金鐘站取景，為片中男主角陳百強及女主角徐杰邂逅之處。1984年，香港電影《緣份》也曾於金鐘站取景，為片中男主角張國榮及女主角張曼玉玩緣份遊戲的其中一個地點。

## 外部連結
- 港鐵公司－金鐘站街道圖 （页面存档备份，存于）
- 港鐵公司－金鐘站位置圖 （页面存档备份，存于）
- 港鐵公司－金鐘站列車服務時間 （页面存档备份，存于）
- 沙田至中環綫工程網頁 （页面存档备份，存于），港鐵公司
- 香港鐵路大典上的相关条目：金鐘站港鐵公司－金鐘站位置圖2008

港鐵公司－金鐘站位置圖2012

### 視聽資料
- YouTube上的鐵路2.0 - 南港島綫「超級金鐘站」（港鐵公司）（粵語）